# Lyoto Machida
Lyoto Carvalho Machida, född 30 maj 1978 i Salvador, är en brasiliansk MMA-utövare som mellan maj 2009 och maj 2010 var mästare i organisationen UFC:s lätt tungvikt-division. Machida var obesegrad under sina 16 första matcher och har bland annat vunnit mot Tito Ortiz (före detta UFC-mästare i lätt tungvikt), Rich Franklin (före detta UFC-mästare i mellanvikt) och B.J. Penn (UFC-mästare i lättvikt). Machida är känd för sin oortodoxa svårfångade stil som är influerad från hans bakgrund inom karate.

## Biografi
Lyoto Machidas far är Shotokan karate-mästaren Yoshizo Machida och Machida började träna karate när han var tre år gammal.  Han är tvåfaldig Brasiliansk mästare i karate och silvermedaljör från de sydamerikanska mästerskapen. Machida har svart bälte i både karate och brasiliansk jiu-jitsu.

## Karriär

### Tidig karriär
Han gjorde sin MMA-debut den 2 maj 2003. Efter att ha vunnit sina åtta första professionella MMA-matcher, däribland tre i K-1, skrev han på för UFC.

### UFC
Han debuterade han på UFC 67 den 3 februari 2007. Under sina sex första matcher i organisationen fortsatte han att besegra sina motståndare och efter att ha besegrat Tito Ortiz på UFC 84 och Thiago Silva på UFC 94 fick Machida chansen att gå en match om mästartiteln mot den regerande mästaren Rashad Evans på UFC 98 i maj 2009. Båda var obesegrade vid tillfället. Machida besegrade Evans via knockout i den andra ronden och blev UFC-mästare i lätt tungvikt. Den 24 oktober 2009 försvarade Machida sin titel genom poängvinst mot Mauricio Rua under UFC 104. Domslutet var dock kontroversiellt, och de båda enades om att gå en returmatch som bokades in till UFC 113 i maj 2010. I returmötet vann Rua på knockout i den första ronden och blev ny världsmästare i UFC:s lätt tungvikt-division. 
I november 2010 gick Machida en match mot Quinton Jackson på UFC 123 som Machida förlorade via domslut. I slutet av januari 2011 bekräftade UFC att Machida skulle möta Randy Couture på UFC 129 i april samma år. Organisationens VD Dana White beskrev matchen som en "måste-match" för Machida, om han förlorar för tredje gången i rad riskerar han att få sparken från UFC. Machida vann matchen via knockout i den andra ronden.
Den 6 juli 2014 mötte Lyoto försvarande mellanviktsmästaren Chris Weidman vid UFC 175, en match som Machida förlorade via ett enhälligt domslut. 
Den 20 december samma år mötte han C.B. Dolloway i huvudmatchen vid galan. En match Machida vann via TKO och som gav honom en Performance of the Night-bonus.
2015 gick Machida två matcher. Mot Luke Rockhold och Yoel Romero. Båda matcherna var huvudmatcher vid sina respektive galor och han förlorade båda via avslut.
Sedan dröjde det över två år innan Machida kunde fajtas professionellt igen då han dömdes till 18 månaders suspendering av USADA för att ha tagit den anabola steroiden 7-Keto-DHEA.
Sista matchen under UFC-flagg var mot Vitor Belfort vid UFC 224. En match Machida vann via en KO som också gav honom en Performance of the Night-bonus.

### Bellator
Han debuterade under Bellatorflagg mot Rafael Carvalho, bellators tidigare mellanviktsmästare, vid Bellator 213 den 15 december 2018. En match Machida vann via delat domslut.
Nästa match gick i lätt tungvikt mot Chael Sonnen vid Bellator 222 den 14 juni 2019. Machida stoppade Sonnen tidigt i andra ronden med ett flygande knä.
Samma år 28 september mötte han Gegard Mousasi vid Bellator 228. Machida förlorade via delat domslut.
Vid Bellator 245 den 11 september 2020 möttes Machida och Phil Davis för andra gången. Första gången skedde 2013 vid UFC 163 då Davis besegrade Machida via domslut. Det andra mötet slutade med på samma sätt, men mindre övertygande då vinsten kom via delat domslut.

## Mästerskap och utmärkelser

### Titlar
- UFC-mästare i lätt tungvikt 23 maj 2009 till 8 maj 2010. 
  - Ett titelförsvar mot  Maurício Rua vid UFC 104, oktober 2009.

### KO of the Night
1. Mot  Thiago Silva vid UFC 94, 31 januari 2009, i lätt tungvikt.

2. Mot  Rashad Evans vid UFC 98, 23 maj 2009, i lätt tungvikt.

3. Mot  Randy Couture vid UFC 129, 30 april 2011, i lätt tungvikt.

4. Mot  Mark Muñoz vid Fight Night 30, 26 oktober 2013, i mellanvikt.

### Performance of the Night
1. Mot  C.B. Dollaway vid Fight Night 58, 20 december 2014, i mellanvikt.

2. Mot  Vitor Belfort vid UFC 224, 12 maj 2018, i mellanvikt.

### Fight of the Night
1. Mot  Jon Jones vid UFC 140, 10 december 2011, i lätt tungvikt.

2. Mot  Gegard Mousasi vid Fight Night 36, 15 februari 2014 i mellanvikt.

3. Mot  Chris Weidman vid UFC 175, 5 juli 2014, i mellanvikt.

## Tävlingsfacit
| Resultat | Facit | Motståndare              | Metod                       | Evenemang                             | Datum             | Rond | Tid  | Plats                     | Notering                                                |
| -------- | ----- | ------------------------ | --------------------------- | ------------------------------------- | ----------------- | ---- | ---- | ------------------------- | ------------------------------------------------------- |
| Vinst    | 1–0   | Kengo Watanabe           | Domslut (enhälligt)         | NJPW: Ultimate Crush                  | 2 maj 2003        | 3    | 5:00 | Tokyo, Japan              |                                                         |
| Vinst    | 2–0   | Stephan Bonnar           | TKO (matchläkaren bryter)   | Jungle Fight 1                        | 13 september 2003 | 1    | 4:21 | Manaus, Brasilien         |                                                         |
| Vinst    | 3–0   | Rich Franklin            | TKO (spark och slag)        | Inoki Bom-Ba-Ye 2003: Inoki Festival  | 31 december 2003  | 2    | 1:03 | Kobe, Japan               |                                                         |
| Vinst    | 4–0   | Michael McDonald         | Submission (underarmsstryp) | K-1 Beast 2004 in Niigata             | 14 mars 2004      | 1    | 2:30 | Saitama, Japan            |                                                         |
| Vinst    | 5–0   | Sam Greco                | Domslut (delat)             | K-1 MMA ROMANEX                       | 22 maj 2004       | 3    | 5:00 | Saitama, Japan            |                                                         |
| Vinst    | 6–0   | B.J. Penn                | Domslut (enhälligt)         | K-1 Hero's 1                          | 26 mars 2005      | 3    | 5:00 | Saitama, Japan            |                                                         |
| Vinst    | 7–0   | Dimitri Wanderley        | TKO (utmattning)            | Jungle Fight 6                        | 29 april 2006     | 3    | 3:24 | Manaus, Brasilien         |                                                         |
| Vinst    | 8–0   | Vernon White             | Domslut (enhälligt)         | WFA: King of the Streets              | 22 juli 2006      | 3    | 5:00 | Los Angeles, USA          |                                                         |
| Vinst    | 9–0   | Sam Hoger                | Domslut (enhälligt)         | UFC 67                                | 3 februari 2007   | 3    | 5:00 | Las Vegas, NV, USA        |                                                         |
| Vinst    | 10–0  | David Heath              | Domslut (enhälligt)         | UFC 70                                | 21 april 2007     | 3    | 5:00 | Manchester, England       |                                                         |
| Vinst    | 11–0  | Kazuhiro Nakamura        | Domslut (enhälligt)         | UFC 76                                | 22 september 2007 | 3    | 5:00 | Anaheim, CA, USA          |                                                         |
| Vinst    | 12–0  | Rameau Thierry Sokoudjou | Submission (armtriangel)    | UFC 79                                | 29 december 2007  | 2    | 4:20 | Las Vegas, NV, USA        |                                                         |
| Vinst    | 13–0  | Tito Ortiz               | Domslut (enhälligt)         | UFC 84                                | 24 maj 2008       | 3    | 5:00 | Las Vegas, NV, USA        |                                                         |
| Vinst    | 14–0  | Thiago Silva             | KO (slag)                   | UFC 94                                | 31 januari 2009   | 1    | 4:59 | Las Vegas, NV, USA        | Knockout of the Night.                                  |
| Vinst    | 15–0  | Rashad Evans             | KO (slag)                   | UFC 98                                | 23 maj 2009       | 2    | 3:57 | Las Vegas, NV, USA        | Blev UFC:s lätt tungviktsmästare.                       |
| Vinst    | 16–0  | Maurício Rua             | Domslut (enhälligt)         | UFC 104                               | 24 oktober 2009   | 5    | 5:00 | Los Angeles, CA, USA      | Försvarade UFC:s lätt tungviktstitel.                   |
| Förlust  | 16–1  | Maurício Rua             | KO (slag)                   | UFC 113                               | 8 maj 2010        | 1    | 3:35 | Montréal, Kanada          | Förlorade UFC:s lätt tungviktstitel.                    |
| Förlust  | 16–2  | Quinton Jackson          | Domslut (delat)             | UFC 123                               | 20 november 2010  | 3    | 5:00 | Auburn Hills, MI, USA     |                                                         |
| Vinst    | 17–2  | Randy Couture            | KO (spark)                  | UFC 129                               | 30 april 2011     | 2    | 1:05 | Toronto, Kanada           | Knockout of the Night                                   |
| Förlust  | 17–3  | Jon Jones                | Submission (giljotin)       | UFC 140                               | 10 december 2011  | 2    | 4:26 | Ontario, Kanada           | För bältet inom lätt tungvikt, vann Fight of The Night. |
| Vinst    | 18–3  | Ryan Bader               | KO (slag)                   | UFC on Fox: Shogun vs. Vera           | 4 augusti 2012    | 2    | 1:32 | Los Angeles, CA, USA      |                                                         |
| Vinst    | 19–3  | Dan Henderson            | Domslut (delat)             | UFC 157                               | 23 februari 2013  | 3    | 5:00 | Anaheim, CA, USA          |                                                         |
| Förlust  | 19–4  | Phil Davis               | Domslut (enhälligt)         | UFC 163                               | 3 augusti 2013    | 5    | 5:00 | Rio de Janeiro, Brasilien |                                                         |
| Vinst    | 20–4  | Mark Muñoz               | KO (huvudspark)             | UFC Fight Night: Machida vs. Munoz    | 26 oktober 2013   | 1    | 3:10 | Manchester, England       | Mellanviktsdebut. Knockout of the Night.                |
| Vinst    | 21–4  | Gegard Mousasi           | Domslut (enhälligt)         | UFC Fight Night: Machida vs. Mousasi  | 14 februari 2014  | 5    | 5:00 | Jaraguá do Sul, Brasilien | Fight of the Night.                                     |
| Förlust  | 21–5  | Chris Weidman            | Domslut (enhälligt)         | UFC 175                               | 5 juli 2014       | 5    | 5:00 | Las Vegas, NV, USA        | Match om mellanviktstiteln. Fight of the Night.         |
| Vinst    | 22–5  | C.B. Dollaway            | TKO (kroppsspark och slag)  | UFC Fight Night: Machida vs. Dollaway | 20 december 2014  | 1    | 1:02 | Barueri, Brasilien        | Performance of the Night.                               |
| Förlust  | 22–6  | Luke Rockhold            | Submission (rear-naked)     | UFC on Fox: Machida vs. Rockhold      | 18 april 2015     | 2    | 2:31 | Newark, NJ, USA           |                                                         |
| Förlust  | 22–7  | Yoel Romero              | KO (armbågar)               | UFC Fight Night: Machida vs. Romero   | 27 juni 2015      | 3    | 1:38 | Hollywood, FL, USA        |                                                         |
| Förlust  | 22–8  | Derek Brunson            | KO (slag)                   | UFC Fight Night: Brunson vs. Machida  | 28 oktober 2017   | 1    | 2:30 | São Paulo, Brasilien      |                                                         |
| Vinst    | 23–8  | Eryk Anders              | Domslut (delat)             | UFC Fight Night: Machida vs. Anders   | 3 februari 2018   | 5    | 5:00 | Belém, Brasilien          |                                                         |
| Vinst    | 24–8  | Vitor Belfort            | KO (frontspark)             | UFC 224                               | 12 maj 2018       | 2    | 1:00 | Belém, Brasilien          | Performance of the Night.                               |
| Vinst    | 25–8  | Rafael Carvalho          | Domslut (delat)             | Bellator 213                          | 15 december 2018  | 3    | 5:00 | Honolulu, HI, USA         | Catchvikt (186,5 lb/84,6 kg), Carvalho missade vikten.  |
| Vinst    | 26–8  | Chael Sonnen             | TKO (flygande knä och slag) | Bellator 222                          | 14 juni 2019      | 2    | 0:22 | New York, NY, USA         | Lätt tungvikt                                           |
| Förlust  | 26–9  | Gegard Mousasi           | Domslut (delat)             | Bellator 228                          | 28 september 2019 | 3    | 5:00 | Inglewood, CA, USA        |                                                         |
| Förlust  | 26–10 | Phil Davis               | Domslut (delat)             | Bellator 245                          | 11 september 2020 | 3    | 5:00 | Uncalsville, CT, USA      |                                                         |

### Sociala media
- Lyoto Machida - Instagram